# 275 a.C.

## Eventos
- Fim da Guerra Pírrica depois da vitória romana na Batalha de Benevento.
- Mânio Cúrio Dentato, pela segunda vez, e Lúcio Cornélio Lêntulo Caudino, cônsules romanos.
- Fim do reinado de Arquídamo IV rei de Esparta de 305 a.C. a 275 a.C.
- Inicio do reinado de Eudâmidas II rei de Esparta entre 275 a.C. e 245 a.C.

## Nascimentos
- Fábio Máximo, ditador romano (Data aproximada)

## Mortes
- Arquídamo IV rei de Esparta.